# 부드러운털올드필드쥐
부드러운털올드필드쥐(Thomasomys laniger)는 비단털쥐과에 속하는 설치류이다. 콜롬비아와 베네수엘라에서 발견된다.